# 德斯蒙德·休謨
德斯蒙德·大衛·休謨（Desmond David Hume），是美國廣播公司懸疑類電視連續劇《迷失》的角色之一，由亨利·伊安·庫斯克（Henry Ian Cusick）飾演。